# Aleksandr Winogradow (geochemik)
Aleksandr Pawłowicz Winogradow (ros. Александр Павлович Виноградов, ur. 9 sierpnia?/21 sierpnia 1895 we wsi Pietrecowo w guberni jarosławskiej, zm. 16 listopada 1975 w Moskwie) – radziecki geochemik, organizator i dyrektor Instytutu Geochemii i Chemii Analitycznej Akademii Nauk ZSRR, dwukrotny Bohater Pracy Socjalistycznej (1949 i 1975).

## Życiorys
W 1907 skończył szkołę w Petersburgu, w 1924 Akademię Wojskowo-Medyczną w Leningradzie, a w 1925 Wydział Chemiczny Leningradzkiego Uniwersytetu Państwowego, w latach 1925–1930 był asystentem katedry chemii fizycznej. Był uczniem W. Wiernadskiego. W 1928 został kierownikiem wydziału, a 1934-1945 zastępcą dyrektora Laboratorium Biogeochemicznego Akademii Nauk ZSRR (od 1935 w stopniu doktora nauk chemicznych), od 1939 pracował w Komisji ds. Izotopów Akademii Nauk ZSRR, w 1940 został zastępcą przewodniczącego Komisji ds. Problemów Uranu przy Prezydium Akademii Nauk ZSRR. Od 1943 był członkiem korespondentem, a w 1953 akademikiem Akademii Nauk ZSRR. W latach 1945–1947 był dyrektorem Laboratorium Problemów Geochemicznych im. Wiernadskiego Akademii Nauk ZSRR, w 1947 zorganizował Instytut Geochemii i Chemii Analitycznej Akademii Nauk ZSRR i został jego dyrektorem, brał udział w pracach nad stworzeniem radzieckiej broni atomowej, uczestniczył także w pracach wielu rad naukowych i komisji naukowych AN ZSRR, w 1954 otrzymał tytuł profesora. W 1974 został członkiem PAN. Prowadził prace z zakresu geochemii izotopów, geochronologii, biogeochemii, geochemii morza, chemii analitycznej, w tym także – mające szczególne znaczenie – badania dotyczące meteorytów, gruntu księżycowego i atmosfery Wenus (jako pierwszy na świecie określił jej skład) i innych planet. Napisał m.in. prace Gieochimija riedkich i rassiejannych chimiczeskich elemientow w poczwach (1959), Chimiczeskaja ewolucyja Ziemli (1959), Wwiedienije w gieochimiju okieana (1967). Był deputowanym do Rady Najwyższej RFSRR 3 kadencji. Został pochowany na Cmentarzu Nowodziewiczym.

## Odznaczenia i nagrody
- Medal Sierp i Młot Bohatera Pracy Socjalistycznej (dwukrotnie – 29 października 1949 i 20 sierpnia 1975)
- Order Lenina (sześciokrotnie – 29 października 1949, 19 września 1953, 4 stycznia 1954, 23 sierpnia 1965, 9 listopada 1970 i 20 sierpnia 1975)
- Order Czerwonego Sztandaru Pracy (dwukrotnie – 10 czerwca 1945 i 30 września 1946)
- Nagroda Leninowska (1962)
- Nagroda im. Lenina (1934)
- Nagroda Stalinowska (dwukrotnie – 1949 i 1951)
- Order Czerwonego Sztandaru Pracy (Mongolska Republika Ludowa, 1971)

I medale.